# TNFRSF10A
TNFRSF10A (англ. tumor necrosis factor receptor superfamily, member 10A) — мембранный белок, рецептор из надсемейства рецепторов факторов некроза опухоли. Участвует в активации апоптоза. Продукт гена человека TNFRSF10A.

## Функции
TNFRSF10A входит в многочисленное надсемейство рецепторов факторов некроза опухоли (TNFR). Является рецептором для лиганда цитотоксичности TNFSF10 (TRAIL). Адаптерный белок FADD рекрутирует каспазу-8 к активированному рецертору, что приводит к активации каспазы-8 и инициирует последующий каспазный каскад, приводящий к апоптозу клетки. Участвует в активации фактора транскрипции NF-kB.

## Структура
Белок состоит из 468 аминокислот, молекулярная масса — 50,1 кДа. После созревания и отщепления сигнального пептида остаётся 445 аминокислот. N-концевой внеклеточный домен содержит 3 повтора TNFR-Cys и DEATH-домен. Кроме этого, домен содержит участок N-гликозилирования и до 7 внутримолекулярных дисульфидных связей. Цитозольный участок содержит 3 фосфорилируемых серинов.
Взаимодействует с DAP3.